# Dave Willock
Dave Willock (* 13. August 1909 in Chicago, Illinois; † 12. November 1990 in Woodland Hills, Kalifornien) war ein US-amerikanischer Schauspieler.

## Leben
Dave Willock befreundete sich bereits zu Highschool-Zeiten mit dem ein Jahr jüngeren, späteren Schauspieler Jack Carson. Nachdem beide das College abgeschlossen hatten, tourten sie in den 1930er-Jahren als Komikerduo mit Gesangs- und Tanzeinlagen in Vaudeville-Bühnenshows. Der große Durchbruch blieb zunächst aus. Zeitweise arbeitete Willock auch als Journalist in Milwaukee. 1939 gab Willock sein Filmdebüt in zunächst kleinen Rollen.
Jack Carson war bereits einige Jahre früher ins Filmgeschäft eingestiegen und in den 1940ern zu einem prominenten Schauspieler geworden. Als Carson seine eigene Radioshow The Jack Carson Show erhielt, verpflichtete er seinen Freund Willock als Autor sowie für die Sidekick-Rolle von Tugwell, dem Neffen von Carson in der Show. Die Jack Carson Show lief von 1943 bis 1949 im Radio. Kurzzeitig hatte Willock auch eine eigene Radioshow.
In den 1950er-Jahren wurde das Radio als abendliches Massenmedium vom Fernsehen abgelöst, und Willock widmete sich auch diesem. Im Laufe der Jahrzehnte spielte er als Gastdarsteller in diversen bekannten Fernsehserien, wobei er in der Westernserie Boots and Saddles (1957–1958) über die Erlebnisse einer Kavallerie auch die seltene Chance zu einer Hauptrolle hatte. Eine weitere Hauptrolle hatte er Anfang der 1960er-Jahre in der Sitcom Margie als Vater der Titelfigur. Ab den 1960er-Jahren übernahm Willock auch Rollen als Sprecher in Zeichentrickserien wie Wacky Races – Autorennen Total und Die verrückten Holidays. 1970 spielte er den Ehemann von Ann Miller in einer damals bei dem US-amerikanischen Publikum vielbeachteten Werbung für eine Suppenfirma.
Als Kinoschauspieler gelangte Willock in vielen Fällen zu nicht mehr als kleineren Nebenrollen, er kam aber in einigen Filmen wie etwa den B-Movies Die Rache des Ungeheuers und In den Krallen der Venus zu etwas größeren Aufgaben. Einige Male wurde Willock in Filmkomödien mit Jerry Lewis eingesetzt. Regisseur Robert Aldrich verpflichtete ihn für eine Reihe seiner Filme, darunter für seine Horrorschocker Was geschah wirklich mit Baby Jane? und Wiegenlied für eine Leiche. In ersterem Film verkörperte er in den Anfangsszenen den Vater von Baby Jane. Im Laufe seiner langen Karriere spielte Willock laut Los Angeles Times unterschiedliche Rollen wie „sympathische Nachbarn, glühende Verehrer, einer Reihe von Handwerkern und jugendliche Hauptdarstellern in Musicals, Kriegsabenteuern, großen Dramen und Western“, wobei er mit seinem Lächeln vor allem auf komödiantische Parts oder Sidekick-Rollen besetzt worden sei. Insgesamt umfasst sein filmisches Schaffen mehr als 200 Film- und Fernsehproduktionen zwischen 1939 und 1983.
Willock war von 1934 bis zu seinem Tod mit Lota B. Butler verheiratet, das Paar hatte fünf Kinder. Er starb 1990 im Alter von 81 Jahren nach einem Schlaganfall. An den Schauspieler erinnert ein Stern auf dem Hollywood Walk of Fame in der Kategorie Fernsehen.

## Filmografie (Auswahl)

### Kino
liste
- 1939: Die Sterne von Texas (Three Texas Steers)
- 1939: Blondie Takes a Vacation
- 1939: Golden Boy
- 1939: Mr. Smith geht nach Washington (Mr. Smith Goes to Washington)
- 1940: Schwarzer Freitag (Black Friday)
- 1940: Ein Ehemann zuviel (Too Many Husbands)
- 1941: Das Ungeheuer von Chicago (The Monster and the Girl)
- 1941: Dr. Kildare: Vor Gericht (The People vs. Dr. Kildare)
- 1941: Laurel und Hardy: Schrecken der Kompanie (Great Guns)
- 1941: Gib einem Trottel keine Chance (Never Give a Sucker an Even Break)
- 1941: The Chocolate Soldier
- 1941: In der Hölle ist der Teufel los! (Hellzapoppin’)
- 1941: Louisiana Purchase
- 1942: Thema: Der Mann (The Male Animal)
- 1942: To the Shores of Tripoli
- 1942: Liebling, zum Diktat (Take a Letter, Darling)
- 1942: Yankee Doodle Dandy
- 1942: Unternehmen Tigersprung (Flying Tigers)
- 1942: For Me and My Gal
- 1942: Du warst nie berückender (You Were Never Lovelier)
- 1942: Gangsterfalle (Lucky Jordan)
- 1943: Einsatz im Nordatlantik (Action in the North Atlantic)
- 1943: Der Pilot und die Prinzessin (Princess O’Rourke)
- 1943: The Gang’s All Here
- 1944: Mission im Pazifik (Wing and a Prayer)
- 1945: Rausch der Farben (It’s a Pleasure)
- 1945: It’s in the Bag!
- 1945: Pride of the Marines
- 1945: Ich kämpfe um dich (Spellbound)
- 1945: Die Liebe unseres Lebens (This Love of Ours)
- 1946: Skandal im Sportpalast (Joe Palooka, Champ)
- 1946: Die Ausreißerin (The Runaround)
- 1946: Liebe zwischen Krieg und Frieden (The Searching Wind)
- 1947: Die legendären Dorseys (The Fabulous Dorseys)
- 1948: Der beste Mann (State of the Union)
- 1948: Das ist also New York (So This Is New York)
- 1949: Todesfalle von Chikago (Chicago Deadline)
- 1950: Entgleist (No Man of Her Own)
- 1950: Alter schützt vor Liebe nicht (Louisa)
- 1952: Die süße Falle (Love Is Better Than Ever)
- 1952: Nur dies eine Mal (Just This Once)
- 1952: Die lustige Witwe (The Merry Widow)
- 1952: Nur für Dich (Just for You)
- 1952: Schlachtzone Pazifik (Battle Zone)
- 1952: Sturmgeschwader Komet (Flat Top)
- 1953: Eine Leiche auf Rezept (Remains to Be Seen)
- 1953: Gefahr aus dem Weltall (It Came from Outer Space)
- 1955: Die Rache des Ungeheuers (Revenge of the Creature)
- 1957: Der Mann, der niemals lachte (The Buster Keaton Story)
- 1957: Der "Held" von Brooklyn (The Delicate Delinquent)
- 1958: In den Krallen der Venus (Queen of Outer Space)
- 1958: Der Geisha Boy (The Geisha Boy)
- 1959: Vor uns die Hölle (Ten Seconds to Hell)
- 1961: Ich bin noch zu haben (The Ladies Man)
- 1962: Was geschah wirklich mit Baby Jane? (What Ever Happened to Baby Jane?)
- 1963: Die Totenliste (The List of Adrian Messenger)
- 1963: Der verrückte Professor (The Nutty Professor)
- 1963: Ach Liebling … nicht hier! (Wives and Lovers)
- 1963: Vier für Texas (4 for Texas)
- 1964: Die Heulboje (The Patsy)
- 1964: Schick mir keine Blumen (Send Me No Flowers)
- 1964: Der Tölpel vom Dienst (The Disorderly Orderly)
- 1964: Wiegenlied für eine Leiche (Hush… Hush, Sweet Charlotte)
- 1966: Frankie und Johnny (Frankie and Johnny)
- 1967: Bullwhip Griffin oder Goldrausch in Kalifornien (The Adventures of Bullwhip Griffin)
- 1968: Große Lüge Lylah Clare (The Legend of Lylah Clare)
- 1971: Der barfüßige Generaldirektor (The Barefoot Executive)
- 1971: Die Grissom Bande (The Grissom Gang)
- 1972: Es kracht – es zischt – zu seh’n ist nischt (Now You See Him, Now You Don’t)
- 1973: Ein Zug für zwei Halunken (Emperor of the North Pole)
- 1975: Straßen der Nacht (Hustle)

### Fernsehen
liste
- 1950: The Lone Ranger (Folge 2x10)
- 1956: Alle lieben Bob (The Bob Cummings Show, 3 Folgen)
- 1957–1958: Boots and Saddles (38 Folgen)
- 1958, 1960: The Real McCoys (2 Folgen)
- 1959: Alfred Hitchcock präsentiert (Alfred Hitchcock Presents, Folge 4x17)
- 1959: Mutter ist die Allerbeste (The Donna Reed Show, Folge 2x05)
- 1959: Dennis, Geschichten eines Lausbuben (Dennis the Menace, Folge 1x08)
- 1959–1961: Josh (Wanted: Dead or Alive, 3 Folgen)
- 1960: Twilight Zone (The Twilight Zone, Folge 2x09)
- 1961: Ende gut – alles gut (The Jim Backus Show, 6 Folgen)
- 1961: Preston & Preston (The Defenders, Folge 1x03)
- 1961–1962: Margie (26 Folgen)
- 1961–1963: Jack-Benny-Show (The Jack Benny Program, 6 Folgen)
- 1961–1964: Bonanza (3 Folgen)
- 1961, 1965: Perry Mason (2 Folgen)
- 1963–1964: Rauchende Colts (Gunsmoke, 2 Folgen)
- 1964: Temple Houston (2 Folgen)
- 1965: Amos Burke (Burke’s Law, Folge 2x17)
- 1965: Die Leute von der Shiloh Ranch (The Virginian, Folge 4x03)
- 1965: The Munsters (Folge 2x10)
- 1965, 1970: The Beverly Hillbillies (2 Folgen)
- 1965–1970: Green Acres (9 Folgen)
- 1966: Meine drei Söhne (My Three Sons, Folge 7x02)
- 1968–1969: Wacky Races – Autorennen Total (Wacky Races, 17 Folgen, Erzählerstimme)
- 1970: Ein Käfig voller Helden (Hogan’s Heroes, Folge 5x20)
- 1970: Adam-12 (Folge 3x02)
- 1972: Alias Smith und Jones (Alias Smith and Jones, Folge 2x23)
- 1972: Die verrückten Holidays (The Roman Holidays, 13 Folgen, Stimme)
- 1975: Die Straßen von San Francisco (The Streets of San Francisco, Folge 3x22)
- 1979: Lou Grant (Folge 3x12)
- 1983: Sawyer and Finn (Fernsehfilm)